# 春浦駅
春浦駅（チュンポえき）は、かつて大韓民国全羅北道益山市春浦面徳実里にあった韓国鉄道公社全羅線の駅である。開通当時には大場駅と称していたが、日本統治時代の名称を避け、1996年に現名称となる。小さなローカル駅だが、1914年（大正3年）11月17日に開業した駅舎は韓国最古のもので、同国文化財庁より登録文化財に登録されている。

## 歴史
- 1914年11月17日 - 大場駅（おおばえき）として開業
- 1996年6月1日 - 春浦駅（춘포역）に改称
- 1997年6月1日 - 配置簡易駅に格下げ
- 2004年12月10日 - 無人駅（無配置簡易駅）に格下げ
- 2005年11月11日 - 近代文化遺産登録文化財第210号に登録
- 2007年6月1日 - 旅客取扱廃止
- 2011年5月13日 - 全羅線複線電鉄化事業により廃駅